# アート・クルックシャンク
アート・クルックシャンク（Art Cruickshank, 1918年12月17日 - 1983年5月22日）は、アメリカ合衆国の特殊効果アーティストである。ディズニーと20世紀フォックスで働いていた。

## 受賞とノミネート
| 賞           | 年   | 部門           | 作品名         | 結果       |
| ------------ | ---- | -------------- | -------------- | ---------- |
| アカデミー賞 | 1966 | 特殊視覚効果賞 | ミクロの決死圏 | 受賞       |
| アカデミー賞 | 1979 | 視覚効果賞     | ブラックホール | ノミネート |